# Hertog van Berwick

Wapen van de Jacobitische hertogen van Berwick

Wapen van de Spaanse hertogen van Berwick, tevens Hertog van Alva

Hertog van Berwick (Engels: Duke of Berwick) is een Engelse adellijke titel.
De titel hertog van Berwick werd gecreëerd in 1687 door Jacobus II voor zijn onwettige zoon James FitzJames. Nadat zijn vader in 1689 was verdreven werd de titel hem in 1695 ontnomen, maar deze werd wel in Frankrijk en in Spanje erkend. Bovendien is het niet duidelijk of de procedure in Engeland wel correct is uitgevoerd. Na het overlijden van de 10e hertog ging de Franse titel, die alleen in de mannelijke lijn vererft, naar zijn neef, terwijl de Spaanse titel naar zijn dochter ging.

## Hertog van Berwick (1687)
- James FitzJames, 1e hertog van Berwick (1687–1695)

## Jacobitische hertog van Berwick (1695)
- James FitzJames, 1e hertog van Berwick (1695–1734)
- James Fitz-James Stuart, 2e hertog van Berwick (1734–1738)
- James Fitz-James Stuart, 3e hertog van Berwick (1738–1785)
- Carlos-James Fitz-James Stuart, 4e hertog van Berwick (1785–1787)
- Jacobo Fitz-James Stuart, 5e hertog van Berwick (1787–1794)
- Jacobo Fitz-James Stuart, 6e hertog van Berwick (1794–1795)
- Carlos Fitz-James Stuart, 7e hertog van Berwick (1795–1835)
- Jacobo Fitz-James Stuart, 8e hertog van Berwick (1835–1881)
- Carlos Fitz-James Stuart, 9e hertog van Berwick (1881–1901)
- Jacobo Fitz-James Stuart, 10e hertog van Berwick (1901–1953)
- Fernando Fitz-James Stuart, 11e hertog van Berwick (1953–1970)
- Jacobo Fitz-James Stuart, 12e hertog van Berwick (1970–heden)

## Jacobitische hertog van Berwick (Spanje)
- Cayetana Fitz-James Stuart, 11e hertog van Berwick (1953–2014)
- Carlos Fitz-James Stuart, 12e hertog van Berwick (2014-heden)